# Engelbert George van der Plaat
Engelbert George van der Plaat (Grave, 31 oktober 1756 – aldaar 13 november 1831), lid van de familie Van der Plaat, was een Nederlands officier der Genie en ridder 3e klasse in de Militaire Willems-Orde (12 mei 1823 voor het aanleggen van de versterkingen aan de Nederlandse Zuidgrens). Van der Plaat was in 1771 in dienst van het Staatse leger getreden, hij diende de Bataafse republiek, het Bataafs Gemenebest, Lodewijk Napoleon en Napoleon en was in 1814 kolonel der genie in het Franse leger. Van der Plaat werd in 1829 als Nederlandse generaal-majoor gepensioneerd.
- Biografisch Portaal: 05486684
- International Standard Name Identifier: 0000 0003 9015 7249
- Nederlandse Thesaurus van Auteursnamen: 069955654
- Virtual International Authority File: 283685410
- WorldCat: E39PBJrcqhyHbH8WmHwv646HYP